# Ковдооя
Ковдооя — река в России, протекает по территории Ледмозерского сельского поселения Муезерского района Республики Карелии. Длина реки — 11 км.
Река берёт начало из Ковдозера на высоте 162,2 м над уровнем моря.
Течёт преимущественно в северном направлении по заболоченной местности.
Река в общей сложности имеет 8 притоков суммарной длиной 22 км.
Втекает на высоте 144,4 м над уровнем моря в Ледмозеро, через которое протекает река Няугу, впадающая в реку Чирко-Кемь.
Населённые пункты на реке отсутствуют.
Код объекта в государственном водном реестре — 02020000912202000003928.